# آی‌آرای‌اس ۱۳۲۰۸–۶۰۲۰
آی‌آرای‌اس ۱۳۲۰۸–۶۰۲۰ (انگلیسی: IRAS 13208-6020) یک سحابی پیش‌سیاره‌ای در صورت فلکی قنطورس است. این سحابی‌ها از موادی تشکیل شده‌اند که توسط یک ستاره مرکزی برون‌ریخته می‌شوند. این سحابی نخستین بار در طی برنامهٔ ماهواره‌ای بررسی آسمان IRAS کشف و مشاهده شد. این یک پدیدهٔ نسبتاً کوتاه مدت است که به اخترشناسان فرصتی برای تماشای مراحل اولیهٔ تشکیل سحابی سیاره‌ای را می‌دهد، از این رو سحابی پیش سیاره‌ای یا فقط پیش سیاره‌ای نامیده می‌شود.

## ویژگی‌ها
آی‌آرای‌اس ۱۳۲۰۸–۶۰۲۰ شکل دوقطبی بسیار واضحی دارد؛ با دو جریان بسیار مشابه مواد در جهت خلاف هم و یک حلقهٔ گردوغبار در اطراف ستاره. این پیش‌سیاره‌ای خود نمی‌درخشد، اما در عوض توسط نور ستارهٔ مرکزی روشن می‌شود. آی‌آرای‌اس ۱۳۲۰۸–۶۰۲۰ در حال حاضر در مرحلهٔ سحابی سیاره‌ای نیست، و فرض می‌شود که در اوایل عمر خود است.